# Maszt radiowy w Konstantynowie
Maszt radiowy w Konstantynowie – maszt radiowy nadajnika długofalowego, Programu I Polskiego Radia, znany również jako Maszt w Gąbinie, Warszawska Radiostacja Centralna w Gąbinie, Radiofoniczny Ośrodek Nadawczy w Konstantynowie i Radiowe Centrum Nadawcze w Konstantynowie. Licząc ponad 646 metrów wysokości, był w latach 1974–1991, tj. od ukończenia budowy do chwili jego zawalenia, najwyższą na świecie budowlą. 19 maja 2008 roku rekord wysokości budowli został pobity przez Burdż Chalifa.

## Historia
W 1949 roku odbudowana została radiostacja radiofoniczna Raszyn w Łazach z nadajnikiem o mocy 200 kW, wkrótce rozbudowanym do 500 kW. Moc ta jednak okazała się niewystarczająca dla zapewnienia dobrego odbioru sygnału na terenie całego kraju, zapadła więc decyzja o budowie nowego nadajnika. Zdecydowano się na wybór miejsca bliżej środka geometrycznego kraju (maszt w Łazach lokalizowany był w 1931 roku, gdy Polska miała inny przebieg granic) w miejscu pozbawionym przemysłu i większych siedzib ludzkich.
5 lipca 1969 roku przystąpiono do budowy obiektu, a 18 października 1972 uroczyście wmurowano stopkę pod maszt radiowy. W latach 1971–1973 zrealizowano budowę urządzeń zasilania podstawowego sieci najwyższych napięć, w latach 1970–1973 prace budowlane przy budynkach, a od października 1972 do maja 1974 trwały prace montażowe przy maszcie. W okresie od października 1973 do lipca 1974 trwała instalacja urządzeń radiowych.
Budowa masztu została zakończona 18 maja 1974, a oficjalne uruchomienie miało miejsce 30 lipca 1974 roku. Wzniesiono maszt o masie 420 t i wysokości 646,38 metrów o mocy nadajników 2×1000 kW, co wraz z zyskiem masztu dawało efektywną izotropową moc wypromieniowaną rzędu 3000 kW. Od 22 lipca 1974 radiostacja przejęła nadawanie od Raszyna. Radiostacja pracowała na falach długich o częstotliwości 227 kHz do 1 lutego 1988 roku i później na częstotliwości 225 kHz. Zaletą radiostacji była możliwość bezpośredniego odbioru z klasycznego radioodbiornika (AM) programu pierwszego Polskiego Radia przez rodaków w Kazachstanie, pracowników polskich firm pracujących w Iraku, Iranie, prawie całej Europie i nawet Ameryce Północnej.

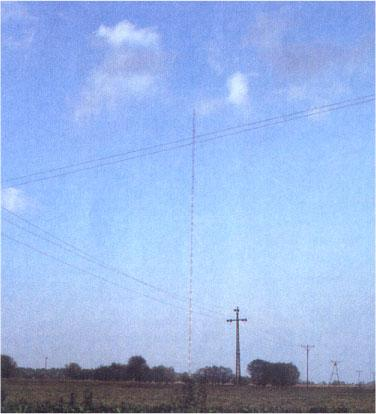
Maszt w 1989 roku

 Kierownikiem radiostacji został inż. Zygmunt Duczmalewski, który kierował obiektem w latach 1974–1980. W latach 1983–1986 obowiązki kierownika pełnił mgr inż. Witold Czowgan.

## Katastrofa
8 sierpnia 1991 roku o godz. 19:10 maszt runął w czasie prac konserwatorskich. Prace miały polegać na wymianie odciągów, które były w złym stanie technicznym. Poluzowano jedną z lin w ostatniej, piątej sekcji odciągów, zakładając i naciągając 2 liny pomocnicze. Jedna z lin pomocniczych wysunęła się z zacisków. Druga lina pomocnicza zerwała się z mocowania, nie mogąc zrównoważyć sił pozostałych lin głównych. Górna część masztu złamała się i uderzyła w podstawę. Maszt runął w ciągu kilkunastu sekund. W katastrofie nikt nie doznał uszczerbku na zdrowiu. Kilka godzin przed katastrofą ówczesny kierownik ośrodka, inżynier Zygmunt Grzelak odradził brygadzie sześciu monterów wjazd na maszt, argumentując, że nie zdążą skończyć wszystkich prac przed godz. 20:00 – sam wjazd na maszt trwał 30 minut. Nie ucierpiały także budynki oprócz „domku antenowego” (dostrojczego – znajdowała się w nim cewka wysokości 2 m dokładnie dostrajająca antenę do nadajników). Zniszczeniu uległ zaś nowoczesny dźwig samochodowy. W wyniku procesu sądowego kierownik ekipy konserwującej z Mostostalu Zabrze otrzymał wyrok 2,5 roku więzienia za spowodowanie katastrofy, skrócony do 2 lat. Za pośrednie przyczyny katastrofy uznaje się zaniedbania w 17-letniej eksploatacji, w tym zły stan odciągów stwierdzony już w 1987 r. Zdarzyło się też odchylenie czubka masztu od pionu o kilka metrów.
Katastrofę, której efektem było czasowe zaprzestanie nadawania na falach długich Programu I Polskiego Radia, odbieranego dotychczas w odległych zakątkach Europy przez Polonię (a także na wielu obszarach Polski), usiłowano niekiedy wiązać z celowym dążeniem do ograniczenia obiegu informacji, m.in. podczas mającego miejsce kilkanaście dni później puczu Janajewa w Moskwie (oraz rozpadem ZSRR) czy innych ważnych wydarzeń w miesiącach poprzedzających zdarzenie (np. rozwiązanie RWPG i Układu Warszawskiego).

## Po wypadku
Po katastrofie wznowiono nadawanie w radiostacji w Łazach, która od 1978 nadawała program II Polskiego Radia na częstotliwości 200 kHz, co związane było z zaniechaniem nadawania programu II i nadawaniem tylko programu I z częstotliwością 225 kHz i mocą 500 kW. Radiostacja ta nie była technicznie przygotowana na nadawanie na dwóch częstotliwościach.

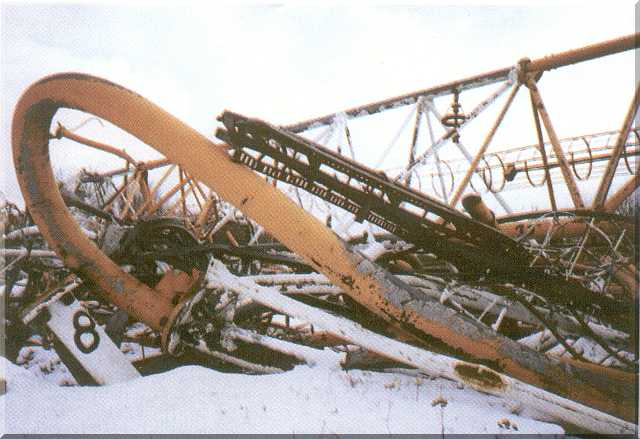
Zawalony maszt radiostacji

W kwietniu 1992 powstały pierwsze rządowe plany odbudowy masztu z uwagi na jego znaczenie dla Polaków przebywających poza granicami kraju i we wrześniu 1995 zapadła decyzja o odbudowie masztu w Gąbinie. Odbudowa była możliwa w tym samym miejscu, jednak protesty okolicznych mieszkańców związane z obawami przed skutkami oddziaływania na nich pól elektromagnetycznych promieniowanych przez maszt udaremniły odbudowę. Wyrok Naczelnego Sądu Administracyjnego Ośrodka Zamiejscowego w Łodzi z 11 października 1996 r. uchylający decyzję wojewody płockiego o odbudowie masztu radiowego w Gąbinie ostatecznie przekreślił te plany.
Nowa lokalizacja masztu została wyznaczona w Solcu Kujawskim na dawnym wojskowym poligonie bombowym. Miejsce to nie wzbudziło takich protestów okolicznej ludności jak odbudowa w Gąbinie. Pierwotnie planowano wzniesienie jednego wysokiego masztu, ostatecznie zdecydowano się na budowę szyku antenowego złożonego z dwóch masztów o wysokości 330 i 289 metrów, promieniującego niesymetrycznie, by zapewnić równomierne pokrycie kraju falą przyziemną wobec niecentralnego położenia radiostacji. Budowa zrealizowana została w latach 1998–1999 i otwarcie nastąpiło 4 września 1999 roku. Radiowe Centrum Nadawcze Solec Kujawski posiada nadajnik o mocy 1200 kW i nadaje na częstotliwości 225 kHz.
Na terenie radiostacji w Gąbinie do 30 września 2021 roku znajdował się maszt radiolinii w Konstantynowie, nieużywany od kwietnia 1998 roku. Przed wejściem na teren znajduje się krzyż, postawiony przez okolicznych mieszkańców związanych z nieistniejącym już (2018) Stowarzyszeniem Ochrony Życia Ludzi przy Najwyższym Maszcie Europy. Stalowa konstrukcja zwalonego masztu została sprzedana na złom. Aparatura nadawcza, a zwłaszcza kontenery z nadajnikami firmy Brown Boveri, do 2017 r. były kompletne i wizualnie w dobrym stanie. Przez kilka lat po katastrofie utrzymywano okrojony personel ośrodka, nadajniki konserwowano i załączano kontrolnie wykorzystując tzw. sztuczną antenę.
W latach 2001–2012 obiektem administrował wydział nieruchomości TP S.A. w Płocku. Ze względu na połączenie TP z Orange, od 2012 obiektem administruje Biuro Sprzedaży Nieruchomości Orange Polska S.A. Obiekt chroniony jest jedynie przed dostępem osób postronnych, a jego wartość to 3 650 000 zł (netto).
Obiekt wystawiony został na sprzedaż, łącznie z budynkami i z 62-hektarowym terenem, na którym stał najwyższy na świecie maszt radiowy. Sprzedaż terenu dawnego RCN nastąpiła 10 kwietnia 2020 roku, za kwotę 7 milionów złotych.
W lipcu 2018 r. dwuczęściowy nadajnik radiowy Brown Boveri SL 61 B3, wraz z urządzeniami towarzyszącymi został przekazany przez Orange Polska na cele historyczne Stowarzyszeniu Park Kulturowy Transatlantycka Radiotelegraficzna Centrala Nadawcza - jest on przenoszony do Warszawy jako element tworzonego przez SPK TRCN Muzeum i Centrum Nauki - Radiostacja Transatlantycka. Planowane jest przywrócenie nadajnika do częściowej (ze względu na duży stopień dewastacji) sprawności technicznej w celu przeprowadzania łączności okolicznościowych długo- i krótkofalowych (do 30 MHz). Równolegle zwiększono ochronę budynku głównego i terenu RCN.
W 2022 roku rozpoczęto wyburzanie pozostałości po dawnej radiostacji.

## Opis techniczny

Maszt radiostacji w Konstantynowie – konstrukcja

Konstrukcja Warszawskiej Radiostacji Centralnej w Konstantynowie wyróżniały dwa składniki – urządzenia nadawcze i maszt pełniący funkcję anteny.
Częstotliwość pracy radiostacji 227 kHz odpowiada długości fali równej około 1322 metrów. Maszt stalowy o długości 646 metrów wypromieniowujący fale elektromagnetyczne o długości 1322 metrów był prawie dipolem półfalowym (wysokość masztu równa prawie połowie długości fali) – jedynym wybudowanym na świecie dla tej częstotliwości. Rozwiązanie to pozwoliło na uzyskanie większej efektywnej mocy promieniowanej izotropowo przez antenę równej około 3000 kW oraz charakterystyki kierunkowej wzdłuż powierzchni ziemi.
Częstotliwość nadawania radiostacji 227 kHz dzięki zastosowaniu dokładnego wzorca częstotliwości i utrzymaniu jej stałości stała się krajowym wzorcem częstotliwości, niezbędnym w wielu dziedzinach nauki i techniki. Program radiofoniczny dosyłany był do radiostacji przez specjalnie zbudowaną radiolinię, użytkowaną do 1998 roku.
WRC wzniesiona została na ogrodzonym w całości terenie powierzchni około 65 ha na gruntach o niskiej wartości rolnej, a w jej skład weszły:
- budynek stacyjny (kubatura 12 000 m³) i pomocniczy (kubatura 5000 m³) z wyposażeniem technicznym,
- antena-maszt o wysokości 646 metrów wraz z siecią uziemienia promieniowego o średnicy ok. 600 metrów wraz z linią zasilającą w.cz.,
- wieża stacji linii radioliniowej doprowadzającej program,
- rozdzielnia elektroenergetyczna 110/6,3 kV,
- budynek portierni.

Nadajniki radiostacji, 2 o mocy w.cz. 1000 kW każdy, produkcji firmy Brown Boveri były w tym czasie największymi na świecie i moc 2000 kW uzyskiwano z jedynie 2 połączonych równolegle jednostek, co miało wpływ na obniżenie kosztów eksploatacyjnych oraz zakupu. Zastosowano w nich znaczną na owe czasy tranzystoryzację, głównie w torach automatyki i kontroli oraz w stopniach mocy w.cz. do 50 W. Stopnie mocy torów w.cz. pracowały na lampach wapotronowych chłodzonych poprzez odparowanie wody w układzie zamkniętym. Ciepło uzyskiwane z chłodzenia wykorzystywano do ogrzewania pomieszczeń radiostacji.
Nadajniki posiadały duży stopień automatyzacji pracy i kontroli jak na ten czas budowy obiektu, samo załączenie nadajników uruchamiało się jednym przyciskiem, natomiast resztę procesu kontrolowały komputery. Nadzór nad pracą urządzeń ułatwiały liczne urządzenia kontrolne i sygnalizacyjne. Dla stopni końcowych zastosowano prostowniki tyrystorowe 110/15 kV o dużej odporności na przeciążenia.

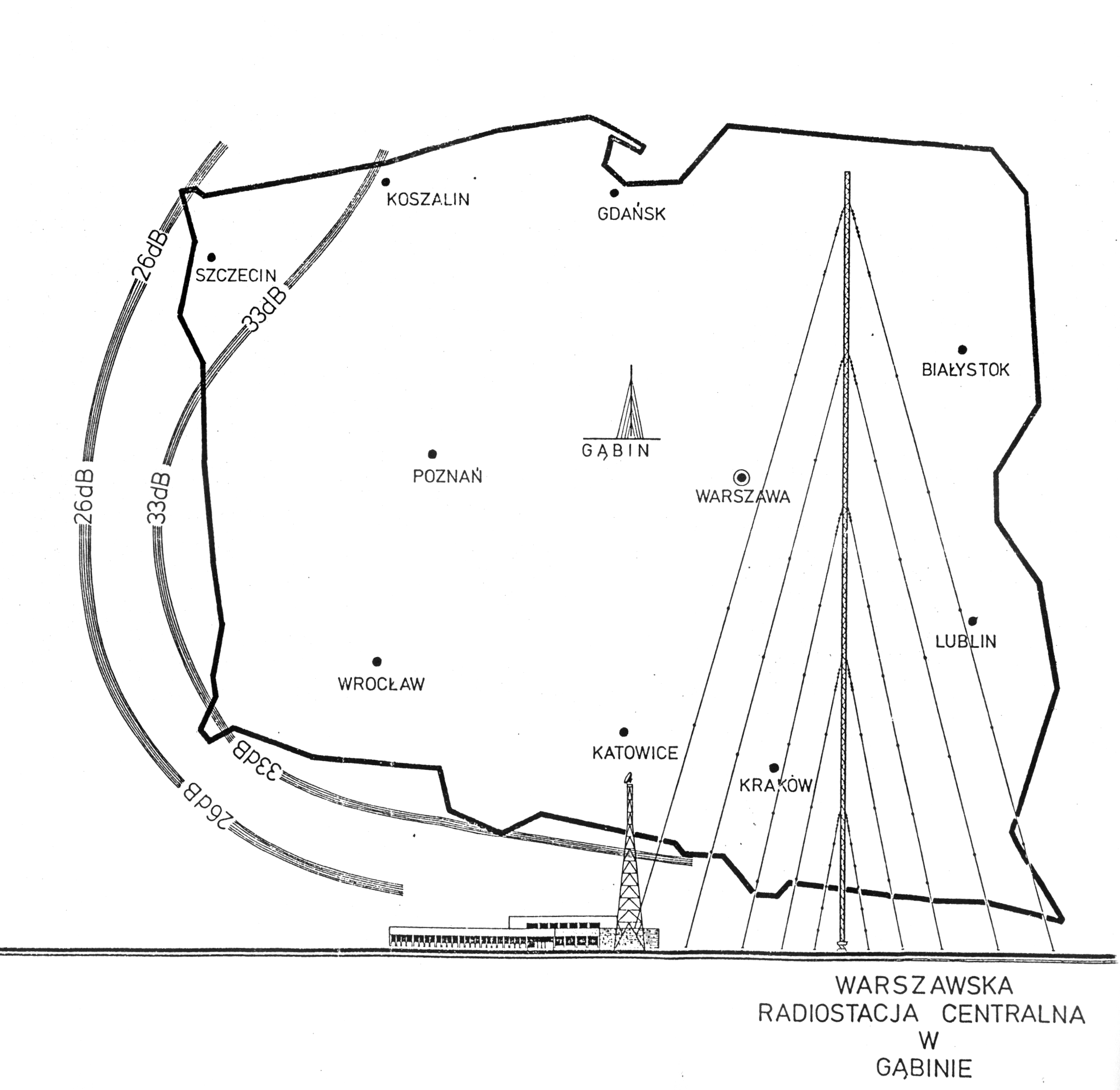
Usytuowanie i sylwetka WRC – fragment prospektu rozdawanego gościom odwiedzającym RCN Konstantynów

Antena była konstrukcją ćwierćfalową, izolowaną i zasilaną u podstawy, lecz o zwiększonej wysokości odpowiadającej konstrukcji półfalowej i uziemionej w połowie wysokości anteny, co rozwiązywało trudności związane m.in. z ochroną przepięciową. Podstawę trzonu masztu stalowego o wysokości 646 metrów ustawiono na izolacji w postaci 3 słupów izolatorowych o wysokości ok. 2 m każdy. Wokół masztu, w promieniu 300 metrów umieszczono w ziemi 180 przewodów uziemiających, mających na celu zmniejszenie strat w ziemi. Podczas pracy radiostacji w antenie występowało napięcie wysokiej częstotliwości dochodzące do 120 kV.
Maszt złożony został z 86 członów o przekroju poprzecznym trójkątnym o boku 4,8 m i wysokości ok. 7,5 m, zbudowanych z rur stalowych o średnicy 245 mm i grubości ścianek od 8 mm na szczycie masztu do 34 mm przy podstawie. Wszystkie elementy zostały ocynkowane na gorąco i natryskowo oraz pokryte farbami stanowiąc ich zabezpieczenie antykorozyjne. Trwałość farby obliczano na ok. 20 lat. Maszt wyposażony został w oświetlenie przeszkodowe oraz pomalowany został w biało-czerwone pasy stanowiące sygnał dla ruchu lotniczego.
Maszt w pozycji pionowej utrzymywany był przez 5 poziomów odciągów po 3 na każdym poziomie (razem 15), wykonanych z lin stalowych o średnicy ok. 50 mm i wytrzymałości ok. 250 ton, poprzedzielanych specjalnymi izolatorami. Masa masztu wynosiła ok. 420 ton, lin i izolatorów ok. 80 ton, a nacisk trzonu masztu na podstawę ok. 1100 ton.
Komunikację pionową wzdłuż masztu zapewniała samobieżna winda produkcji szwedzkiej firmy Alimak z silnikiem spalinowym zainstalowanym pod kabiną, pracująca na zasadzie kolejki zębatej. Czas wjazdu na szczyt przy szybkości ok. 0,35 m/sek. wynosił 30 minut. Dodatkowo maszt wyposażony był w rezerwowe drabiny. Wejście po drabinie przy dogodnych warunkach atmosferycznych trwało 2 godziny.
Była to najwyższa konstrukcja inżynierska na świecie w latach 1974–1991. Zaprojektował ją inż. Jan Polak z Biura Projektowego Mostostal M-1 w Zabrzu, mający w swoim dorobku projekty innych masztów radiowych w Polsce. Budową obiektu kierował mgr inż. Andrzej Szepczyński z Mostostalu M-4 w Zabrzu.
Obecnie (2015) najwyższym masztem jest KVLY/KTHI TV Mast.